# Lovesick Girls
«Lovesick Girls» (с англ. — «Девушки, страдающие от любви») — песня южнокорейской гёрл-группы Blackpink, выпущенная 2 октября 2020 года лейблами YG Entertainment и Interscope Records как третий сингл в поддержку первого студийного альбома группы на корейском языке The Album. Авторами песни стали Тедди, Лёрен, Дэнни Чанг, Джису и Дженни; спродюсировали Тедди, 24, Брайан Ли, Лия Хейвуд, R. Tee и Дэвид Гетта. «Lovesick Girls» — композиция в жанрах данс-поп и электропоп с элементами кантри-фолка и звучанием EDM. В тексте песни описывается боль после расставания и невозможности найти идеального человека для общения.
«Lovesick Girls» дебютировала на втором месте в южнокорейском чарте Gaon. Она заняла второе место в Global 200 и первое место в Global Excl. U.S, а также лидировала в чартах Малайзии и Сингапура. Сингл также занял 59-е место в Billboard Hot 100 и лидировал в чартах 14-ти стран. Видеоклип был снят Со Хён Сыном и выпущен одновременно с синглом на YouTube-канал Blackpink. Он стал шестым по количеству просмотров за первые сутки дебютным музыкальным видео, достигнув показателя в 61,4 миллион просмотров за это время. Blackpink продвигали эту песню наряду с «Pretty Savage» в южнокорейских музыкальных программах Show! Music Core и Inkigayo.

## Предпосылки
22 сентября 2020 года YG Entertainment разместили отдельные фотографии каждой участницы Blackpink в социальных сетях. Название и дата релиза сингла были объявлены 28 сентября. На тизерной фотографии, выпущенной 28 сентября, участницы группы опираются друг на друга, а в её верхней части были расположены название сингла «Lovesick Girls» и дата его релиза. В тот же день было объявлено, что сингл станет «основным треком» The Album, а также завершит его. На следующий день официальный трек-лист студийного альбома был опубликован в Twitter.

## Композиция
Авторами песни «Lovesick Girls» стали Лёрен, Джису, Дженни, Дэнни Чанг и Тедди Пак, а её продюсированием занимались Дженни, Чанг, Тедди и Дэвид Гетта. «Lovesick Girls» — песня в жанрах данс-поп и электропоп с элементами кантри-фолка и звучанием EDM. Композиция написана в тональности соль-бемоль мажор с темпом 128 ударов в минуту, а её продолжительность составляет 3 минуты и 14 секунд. Лирически в песне описывается боль после расставания и невозможности найти идеального человека для общения. По словам Джису, она несёт воодушевляющее сообщение о девушках, которые постоянно обжигаются в отношениях, но тем не менее снова ищут любви.

## Реакция критиков
Песня была положительно оценена критиками. Джейсон Липшуц из Billboard, поставивший трек на второе место в рейтинге песен из альбома, заявил, что она «демонстрирует амбиции BLACKPINK, так как они с новой эстетикой подошли к избитой теме». Калли Альгрим из издания Insider назвала «Lovesick Girls» «сиквелом разгромного хита Арианы Гранде „7 Rings“, пропитанным вкусом EDM» и отметила, что такие строчки, как «Мы девушки, страдающие от любви» или «Я ничто без этой боли» делают эту песню «гимном разбитого сердца». Тим Чан из Rolling Stone написал, что песня «переворачивает знакомые жалобы на одиночество в будоражащий танцевальный трек, который просто напрашивается на световые жезлы и переоткрытия клубов».
Ханна Цвик из Consequence of Sound назвала «Lovesick Girls» «выделяющейся частью альбома, что особенно касается вокалисток». Рауль Станчу из Sputnikmusic, сравнив эту песню с другой песней Blackpink «As If It’s Your Last», заявил, что «трек, возможно, ближе всех приблизил Blackpink к прекрасному диско-ритму». Эрика Гонзалес из издания Harper’s Bazaar назвала её «гимном девушек», который отражает диапазон группы. Редактор Seventeen Тамара Фуэнтес назвала трек «позитивным» и добавила, что он «заставляет тебя встать и начать танцевать каждый раз, когда ты слышишь начало».
| Критик/Публицист         | Рейтинг                                              | Место | Прим.  |
| ------------------------ | ---------------------------------------------------- | ----- | ------ |
| Apple Music              | Лучшие песни 2020-го года                            | N/A   | [ 22 ] |
| Buzzfeed                 | 35 песен, помогшие K-pop’у стать лучше в 2020-м году | 16    | [ 23 ] |
| CNN Philippines          | Лучшие песни в жанре K-pop 2020-го года              | N/A   | [ 24 ] |
| Dazed                    | 40 лучших песен в жанре K-pop 2020-го года           | 14    | [ 25 ] |
| IZM                      | Лучшие песни года                                    | N/A   | [ 26 ] |
| South China Morning Post | 15 лучших синглов K-pop групп 2020-го года           | N/A   | [ 27 ] |
| Time                     | Лучшие песни и альбомы в жанре K-pop 2020-го года    | N/A   | [ 28 ] |

## Коммерческий успех
В США, после выхода The Album, «Lovesick Girls» дебютировала на девятом месте в Billboard Digital Song Sales, 59-м месте в Billboard Hot 100 и 46-м месте в Billboard Streaming Songs (все чарты датируются с 17 октября 2020 года). Сингл также попал в US Billboard World Digital Songs, что делает «Lovesick Girls» седьмой по счёту песней Blackpink, попавшей в этот чарт.
В Южной Корее сингл дебютировал на 28-м месте на 40-й неделе Gaon Digital Chart (27 сентября 2020 — 3 октября 2020) и продержался там менее двух дней. Там же на следующей неделе он занял второе место, что сделало её второй по счёту песней Blackpink, занявшей это же место в этом чарте (первая — «Kill This Love»). Сингл провёл 4 недели в первой десятке Gaon Monthly Chart, где позже попал в первую тройку, что сделало его третьей по популярности песней октября 2020 года. Также она попала в чарты RIM (Малайзии) и RIAS (Сингапура). В Европе «Lovesick Girls» дебютировала на 76-м месте в Чехии, 38-м в Венгрии, 39-м в Ирландии, 23-м в Португалии, 37-м в Шотландии и 78-м в Словакии, а также сингл занял 40-е место в британском UK Singles Chart. В Океании песня заняла 27-е и 35-е места в чартах Австралии и Новой Зеландии соответственно. Проведя 18 недель в Gaon Digital Chart, она побила рекорд по количеству проведённых в этом чарте недель. До окончания недели лидерства в этом чарте сингл находился в его десятке.

## Музыкальное видео

### Тизеры и релиз
Музыкальный видеоклип к песне был выпущен вместе с ней 2 октября 2020 года. 30 сентября Blackpink опубликовали 16-секундный тизер клипа на своём YouTube-канале. Через 52 минуты после премьеры музыкального видеоклипа к этой песне количество его просмотров перешагнуло отметку в 10 миллионов, что является новым рекордом Blackpink по количеству просмотров за короткое время (предыдущим рекордом группы являлся видеоклип на песню «Ice Cream», количество просмотров которого достигло отметки в 10 миллионов за 2 часа и 55 минут после премьеры). Через 18 часов после премьеры количество просмотров достигло отметки в 50 миллионов. За первые сутки количество просмотров достигло 61,4 миллионов, что стало шестым по количеству просмотров за первые сутки дебютным музыкальным видео. 18 апреля количество его просмотров достигло 400 миллионов. Видео со съёмок было представлено на официальном канале Blackpink 3 октября, а танцевальное видео — 8 октября.

### Сюжет

Сцена из музыкального видео, где Blackpink бросают друг в друга картошку фри в винном погребе.

Музыкальное видео начинается с того, что Дженни, Лиса, Джису и Розэ сидят в розовом олдсмобиле, находящимся в поле, затем они вспоминают о том, как горячо спорили в разбитой, покрытой граффити машине и в этот момент поют: «Мы девушки, страдающие от любви. / Но мы рождены быть одинокими. / Да, мы рождены быть одинокими, / Да, мы рождены быть одинокими, / Почему же мы тогда продолжаем искать любви?». По сюжету клипа, «любовная тоска бьёт по ним по-разному: угрюмые прогулки в дневном свете, гитарные взрывы, постановочные ночные уличные танцы, разбивание автомобильных фар кувалдой, бездыханные полуночные спринты по городу, сеансы психотерапии, поездки на пейнтбольную площадку и кулинарный бой в винном погребе».

### Реакция
После релиза видеоклипа на «Lovesick Girls» Корейский союз здравоохранения и медработников выразил обеспокоенность по поводу костюма медсестры Дженни, опубликовав заявление, в котором говорится, что YG Entertainment «сексуально объективировали образ медсестры». Позднее лейбл заявил о замене сцены с костюмом на другую.

## Награды и номинации
«Lovesick Girls», благодаря успеху на цифровых платформах, 6 раз была номинирована на нескольких еженедельных программах и одержала на них победу 3 раза. В телепрограмме Inkigayo песне вручили награду «тройная корона».
| Год  | Церемония                          | Номинация                               | Результат | Прим.         |
| ---- | ---------------------------------- | --------------------------------------- | --------- | ------------- |
| 2020 | Asian Pop Music Awards             | Лучший зарубежный музыкальный клип      | Номинация | [ 52 ]        |
| 2020 | Prêmio Anual K4US                  | Музыкальный клип года                   | Победа    | [ 53 ] [ 54 ] |
| 2021 | Gaon Chart Music Awards            | Песня года — октябрь                    | Победа    | [ 55 ]        |
| 2021 | RTHK International Pop Poll Awards | 10 лучших международных «золотых» песен | Победа    | [ 56 ]        |

| Программа     | Телевещатель | Дата            | Прим.  |
| ------------- | ------------ | --------------- | ------ |
| Inkigayo      | SBS          | 11 октября 2020 | [ 57 ] |
| Inkigayo      | SBS          | 18 октября 2020 | [ 58 ] |
| Inkigayo      | SBS          | 25 октября 2020 | [ 59 ] |
| Show Champion | MBC M        | 14 октября 2020 | [ 60 ] |
| M Countdown   | Mnet         | 15 октября 2020 | [ 61 ] |
| Music Bank    | KBS          | 16 октября 2020 | [ 62 ] |

| Номинация               | Дата            | Прим.  |
| ----------------------- | --------------- | ------ |
| Weekly Popularity Award | 12 октября 2020 | [ 63 ] |
| Weekly Popularity Award | 11 января 2021  | [ 63 ] |
| Weekly Popularity Award | 18 января 2021  | [ 63 ] |

## Продвижение
Blackpink продвигали песню на нескольких музыкальных программах в Южной Корее, включая Show! Music Core и Inkigayo. 21 октября 2020 года они исполнили «Lovesick Girls» на телевизионных шоу «Good Morning America» и «Jimmy Kimmel Live!», а 25 ноября песня прозвучала на фестивале «Waktu Indonesia Belanja», организованном компанией «Tokopedia».

## Творческая группа
По данным сервиса Tidal.

| - Джису — ведущая вокалистка, автор текста - Дженни — основной рэпер, вокалистка, автор текста - Розэ — основная вокалистка, ведущий танцор - Лиса — основной танцор, ведущий рэпер, сабвокалистка | - Тедди — продюсер, автор текста - R. Tee — продюсер - 24 — продюсер - Дэвид Гетта — продюсер - Брайан Ли — продюсер - Лия Хейвуд — продюсер - Дэнни Чанг — автор текста - Лёрен — автор - Джейсон Робертс — микширование |

## Чарты
| Чарт (2020)                              | Высшая позиция |
| ---------------------------------------- | -------------- |
| Австралия (ARIA)                         | 27             |
| Канада (Billboard Canadian Hot 100)      | 29             |
| Чехия (Singles Digitál Top 100)          | 76             |
| Франция (SNEP)                           | 130            |
| Мир (Billboard Global 200)               | 2              |
| Global Excl. U.S. (Billboard)            | 1              |
| Венгрия (Stream Top 40)                  | 38             |
| Ирландия (IRMA)                          | 39             |
| Япония (Japan Hot 100)                   | 12             |
| Малайзия (RIM)                           | 1              |
| Mexico Airplay (Billboard)               | 50             |
| Новая Зеландия (Recorded Music NZ)       | 35             |
| Португалия (AFP)                         | 23             |
| Шотландия (OCC Scotland)                 | 37             |
| Сингапур (RIAS)                          | 1              |
| Словакия (Singles Digitál Top 100)       | 78             |
| Республика Корея (Gaon)                  | 2              |
| Республика Корея (K-pop Hot 100)         | 2              |
| Швеция (Sverigetopplistan)               | 13             |
| Великобритания (OCC UK Singles)          | 40             |
| США (Billboard Hot 100)                  | 59             |
| США World Digital Song Sales (Billboard) | 1              |
| США Rolling Stone Top 100                | 68             |

| Чарт (2020)             | Высшая позиция |
| ----------------------- | -------------- |
| Республика Корея (Gaon) | 3              |

| Чарт (2021)             | Позиция |
| ----------------------- | ------- |
| Республика Корея (Gaon) | 9       |

| Чарт (2020)             | Позиция |
| ----------------------- | ------- |
| Республика Корея (Gaon) | 62      |

## Сертификации и продажи
| Регион | Сертификация  | Продажи     |
| --- | ------------- | ----------- |
| Австралия (ARIA) | Золотой       | 35 000      |
| Бразилия (ABPD) | 3× Платиновый | 120 000     |
| Стриминг |               |             |
| Япония (RIAJ) | Платиновый    | 100 000 000 |
| Республика Корея (KMCA) | Платиновый    | 100 000 000 |
| Данные о продажах + прослушиваниях приведены только на основе сертификации. · Данные только о прослушиваниях приведены на основе сертификации. |               |             |

## История релиза
| Регион | Дата            | Формат                     | Лейбл         | Прим.  |
| ------ | --------------- | -------------------------- | ------------- | ------ |
| Мир    | 2 октября 2020  | Цифровая загрузка стриминг | YG Interscope | [ 6 ]  |
| США    | 13 октября 2020 | Contemporary hit radio     | YG Interscope | [ 93 ] |
| Италия | 16 октября 2020 | Contemporary hit radio     | Universal     | [ 94 ] |

## Комментарии
1. ↑  Некоторые реперы могут также занимать позицию саб-вокалиста. Это означает, что они также исполняют вокальные партии, но реже, чем остальные участники группы.